# Hanna Loth
Hanna Loth, coniugata Nowak (3 febbraio 1933), è un'ex cestista polacca.

## Carriera
Con la Polonia ha disputato due edizioni dei Campionati europei (1956, 1958) .